# P.D. James
Phyllis Dorothy James (Oxford, 3 augustus 1920 – aldaar, 27 november 2014) was een Britse schrijfster die publiceerde onder de naam P.D. James. Zij is vooral bekend door een serie van veertien detectiveromans met als hoofdpersoon de politieman Adam Dalgliesh. Bijna al deze romans zijn verfilmd.
James wordt gezien als een detectiveschrijfster in de traditie van Agatha Christie en Dorothy Sayers. Ze wordt gewaardeerd  om haar bijna literaire schrijfstijl en de grondigheid waarmee ze de thema’s in haar romans onderzocht. Veel van haar romans spelen zich af in gesloten gemeenschappen zoals een ziekenhuis, een seminarie of een klein kantoor. Naast haar schrijverschap vervulde James tal van functies in het Britse maatschappelijke leven. Zij werd in 1991 in de adelstand verheven en was als Barones James of Holland Park lid van het Britse Hogerhuis voor de Conservatieve Partij.

## Biografie
Phyllis Dorothy James was de dochter van Sidney Victor James, een belastingambtenaar, en zijn vrouw Dorothy May Amelia Hone. Zij was de oudste van drie kinderen. Haar moeder was psychiatrisch patiënt en werd opgenomen in een inrichting toen James 14 jaar oud was. James ging naar de Cambridge High School for Girls waar ze een goede leerling was. Ze moest de school echter op haar zestiende al verlaten omdat haar vader geen voorstander was van hoger onderwijs voor meisjes. Ze ging op het belastingkantoor werken.
In 1941 trouwde ze met Connor White, een student medicijnen, die snel daarna in het leger moest. Hij raakte door zijn oorlogservaringen zo getraumatiseerd dat hij later niet meer in staat was om in het dagelijks leven normaal te functioneren. James werd noodgedwongen kostwinner en was in haar eentje verantwoordelijk voor de opvoeding van hun twee kinderen. James studeerde ziekenhuismanagement en ging in 1949 voor de National Health Service werken. Daar bleef ze tot 1968. Vervolgens stapte ze over naar de Home Office (het Britse equivalent van de ministeries van binnenlandse zaken en justitie), waar ze hoge functies had in afdelingen die zich bezighielden met de politie en misdaadbestrijding. De kennis die ze daar opdeed verwerkte ze later in haar boeken. Haar man overleed in 1964.
In 1999 publiceerde James haar memoires onder de titel Time to be in earnest.  Zij bleef tot op hoge leeftijd actief en publiceerde haar laatste roman in 2011 toen ze 91 was. Ze overleed in 2014.

## Schrijverschap
James wilde al jong schrijver worden maar het duurde tot haar veertigste voordat ze daadwerkelijk aan haar eerste boek begon. Om tijd te vinden voor het schrijven stond ze ‘s ochtends heel vroeg op en schreef ze als ze in de trein zat van en naar haar werk. Haar eerste boek, Cover her face, verscheen in 1962.  De hoofdpersoon in dit boek was Adam Dalgliesh, een hoge politieman in dienst van Scotland Yard. Zij brak pas met haar achtste boek, Innocent Blood, door bij het grote publiek. Naar haar eigen zeggen maakte de publicatie van dit boek haar van de ene week op de andere miljonair.
In totaal publiceerde James veertien romans met Adam Dalgliesh als hoofdpersoon. Daarnaast schreef ze ook twee detectiveromans over de vrouwelijke speurder Cordelia Grey. Haar boek Children of Men (1992) is in een heel ander genre: het is een dystopische roman die zich afspeelt in de toekomst (2021) als de mensheid met uitsterven wordt bedreigd door een epidemie van onvruchtbaarheid. In 2011 schreef James Death comes to Pemberley, een vervolg op de roman Pride and Prejudice van de door haar zeer bewonderde Jane Austen, waarin Austens hoofdpersonen Mr Darcy en Elizabeth Bennet te maken krijgen met een moord op hun landgoed Pemberley.
Bijna alle Dalgliesh-romans zijn voor televisie verfilmd. De rol van Adam Dalgliesh werd eerst gespeeld door Roy Marsden, later door Martin Shaw. Children of Men werd bewerkt tot een bioscoopfilm,  en ook van Death comes to Pemberley werd een tv-bewerking gemaakt. In 2021 startte een nieuwe tv-serie gebaseerd op de Dalgliesh-romans met Bertie Carvel in de hoofdrol.
Alle romans van P.D. James zijn in het Nederlands vertaald.

## Stijl en thematiek
James eerste detectiveroman leek in veel opzichten op de boeken uit  het gouden tijdperk van de Britse detective, de periode tussen de twee wereldoorlogen waarin Agatha Christie, Dorothy Sayers en Margery Allingham actief waren. James wordt vaak gezien als een moderne schrijfster die deze traditie heeft voortgezet. In haar eerste roman is sprake van een moord in een landhuis en spelen klassieke Agatha Chistie-figuren als de dominee en de dorpsdokter een belangrijke rol. Hoofdpersoon Adam Dalgliesh lijkt veel op eerdere fictieve 'gentleman-detectives' uit de hogere klassen zoals Lord Peter Wimsey. Ook Dalgliesh heeft een voorliefde voor kunst en literatuur, en is zelf dichter.
Veel van de Dalgliesh-romans spelen zich af in besloten gemeenschappen: Shroud for a nightingale in een zusterhuis,  Death in Holy Orders in een seminarie, en The private patient in een privé-kliniek. Ze gaan over de spanningen en agressie die binnen dergelijke hechte groepen kunnen ontstaan.
James had zelf geen literaire pretenties en zag zichzelf vooral als een detectiveschrijfster. Recensenten hadden echter veel waardering voor haar elegante schrijfstijl en perfecte beheersing van de Engelse taal. De schrijver Kingsley Amis vergeleek haar met Iris Murdoch. Tot de schrijvers die James zelf het meest bewonderde behoren Jane Austen, George Eliot, Evelyn Waugh en Anthony Trollope, en de detectiveschrijvers Dorothy Sayers, Margery Allingham en Ruth Rendell.

## Prijzen en onderscheidingen
De romans van James zijn vaak bekroond, niet alleen in het Verenigd Koninkrijk maar ook in Amerika, Italië en Scandinavië.  Zij kreeg van zeven Britse universiteiten een eredoctoraat en in 1991 werd ze in de adelstand verheven.

## Andere  maatschappelijke activiteiten
De combinatie van schrijverschap en werkervaring in hoge functies binnen de overheid maakte James tot een gewilde kandidaat voor bestuursfuncties op het terrein van kunst en cultuur. Zij was bestuurder (governor) van de BBC, lid van de Arts Council en lid van het bestuur van de British Council. Als barones James of Holland Park was ze lid van het het Britse Hogerhuis voor de Conservatieve Partij.